# 尚志魯
尚 志魯（しょう しろ、生年不詳 - 1453年（景泰4年））は、琉球王国王室第一尚氏の王族。別名は志魯王子。

## 生涯
尚金福王の長男として生まれる。1453年、琉球国王の父が死去すると志魯は有力な王位継承候補者だった。しかしまだ20代ほどの若さであったため、叔父の布里が反発した。その結果、志魯・布里の乱が勃発する。この戦いで志魯は戦死し、布里も首里を追われた。王位は布里の弟で尚巴志の七男の尚泰久王（志魯の叔父）が継承した。